# Jane Loring
Pour les articles homonymes, voir Loring.

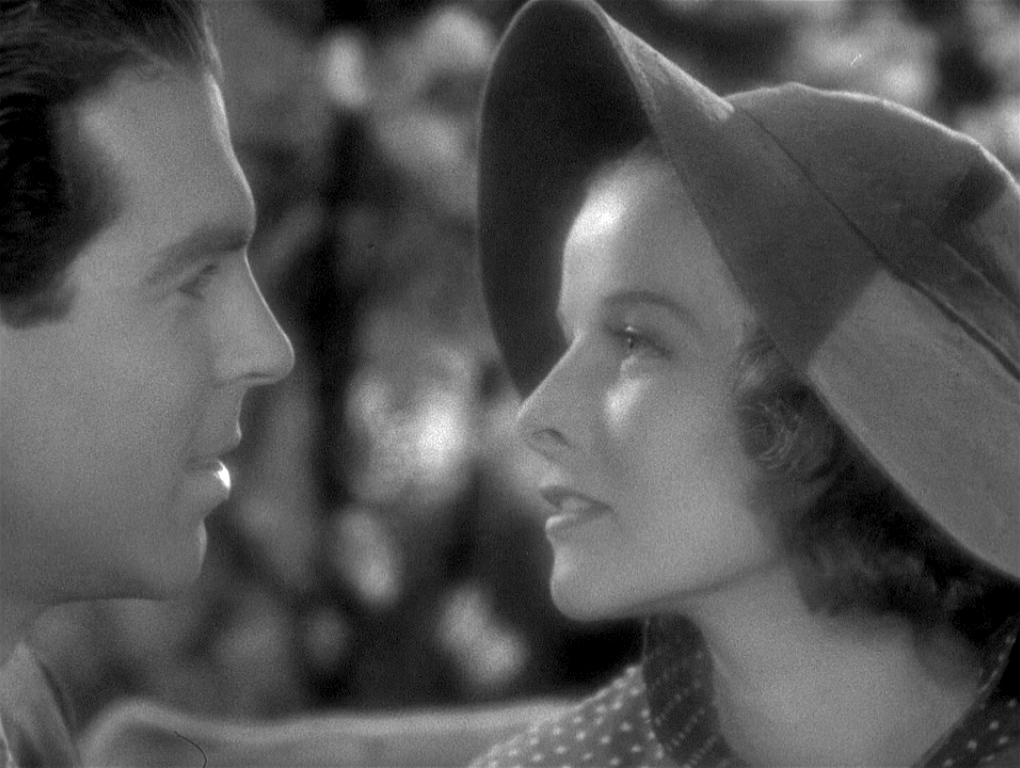
Désirs secrets (1935),
avec Fred MacMurray et Katharine Hepburn

Jane Loring, née le 6 juin 1890 à Denver (Colorado) et morte le 15 mars 1983 à Los Angeles (Californie), est une monteuse américaine.

## Biographie
D'abord assistante monteuse, Jane Loring devient chef monteuse sur Les hommes préfèrent les blondes de Malcolm St. Clair. Suivent à ce poste une vingtaine d'autres films américains, les deux derniers étant Marie Stuart de John Ford et La Rebelle de Mark Sandrich, sortis en 1936.
Entretemps, mentionnons La Cadette d'A. Edward Sutherland (1929), Working Girls de Dorothy Arzner (1931), Désirs secrets de George Stevens (1935) et Sylvia Scarlett de George Cukor (1935).
Par ailleurs, elle a occasionnellement des fonctions d'assistante de production ou de réalisation, ses deux derniers films à ce titre étant Un Américain à Paris (1951) et L'Étranger au paradis (1955), tous deux réalisés par Vincente Minnelli.
Jane Loring meurt en 1983, à 92 ans.

## Filmographie partielle

### Monteuse
- 1928 : Les hommes préfèrent les blondes (Gentlemen Prefer Blondes) de Malcolm St. Clair
- 1928 : Comment on les mate ! (The Water Hole) de F. Richard Jones
- 1928 : Avalanche d'Otto Brower
- 1929 : Sunset Pass d'Otto Brower
- 1929 : Pointed Heels de A. Edward Sutherland
- 1929 : Chimères (Fast Company) de A. Edward Sutherland
- 1929 : La Cadette (The Saturday Night Kid) d'A. Edward Sutherland
- 1930 : Anybody's Woman de Dorothy Arzner
- 1930 : The Light of Western Stars d'Otto Brower
- 1930 : Along Came Youth de Lloyd Corrigan et Norman Z. McLeod
- 1931 : Working Girls de Dorothy Arzner
- 1932 : Merrily We Go to Hell de Dorothy Arzner
- 1933 : La Lune à trois coins (Three Cornered Moon) d'Elliott Nugent
- 1933 : Le Fou des îles (White Woman) de Stuart Walker
- 1934 : Princesse par intérim (Thirty-Day Princess) de Marion Gering
- 1935 : Désirs secrets (Alice Adams) de George Stevens
- 1935 : Sylvia Scarlett de George Cukor
- 1936 : Marie Stuart (Mary of Scotland) de John Ford
- 1936 : La Rebelle (A Woman Rebels) de Mark Sandrich

### Autres fonctions
- 1935 : Cœurs brisés (Break of Hearts) de Philip Moeller (assistante de réalisation)
- 1938 : Vacances payées (Having Wonderful Time) d'Alfred Santell (assistante de production)
- 1951 : Un Américain à Paris (An American in Paris) de Vincente Minnelli (assistante de production)
- 1955 : L'Étranger au paradis (Kismet) de Vincente Minnelli et Stanley Donen (assistante de réalisation)
- 1958 : Qu'est-ce que maman comprend à l'amour ? (The Reluctant Debutant) de Vincente Minelli (assistante de production)